# Noriko Baba
Noriko Baba (馬場 典子 Baba Noriko?), född 4 maj 1977, är en japansk tidigare fotbollsspelare.
Noriko Baba spelade 5 landskamper för det japanska landslaget.